# 果洛杜鹃
果洛杜鹃（学名：Rhododendron gologense）为杜鹃花科杜鹃花属下的一个种。

## 扩展阅读
維基物種上的相關：果洛杜鹃